# Gainesville (Wirginia)
Gainesville – jednostka osadnicza w Stanach Zjednoczonych, w stanie Wirginia, w hrabstwie Prince William.